# 익원공김사형묘역
익원공김사형묘역(翼元公金士衡墓域)은 대한민국 경기도 양평군 양서면 목왕리에 있는 조선시대 익원공 김사형(1333∼1407)의 묘역이다. 2001년 9월 17일 경기도의 문화재자료 제107호로 지정되었다.

## 개요
익원공 김사형(1333∼1407)의 묘역이다. 김사형은 문신으로, 고려 공민왕 때 문과에 급제하여 벼슬을 하고, 이성계를 도와 조선을 세우는데 공을 세운 인물이다. 태조 5년(1397)에는 대마도를 토벌하기도 하였다.
김사형의 묘는 부인 죽산 박씨와의 합장묘이다. 봉분은 길고 납작한 화강암으로 3단의 둘레돌을 둘렀다. 묘역에는 묘표, 상석, 향로석, 장명등 각 1기, 문인석 1쌍이 있고 묘역에서 약간 떨어진 마을 입구에 김사형의 신도비가 있다. 묘표는 원래의 것이 없어져서 다시 세운 것이다. 사모지붕을 한 장명등은 앞뒤에 창이 넓게 뚫려 있고 양옆은 막혀 있어 조선 전기의 전형적인 모습이다. 묘의 양옆에 서 있는 문인석 역시 조선 전기 문인석의 특징을 지니고 있는데 특히 수염이 표현된 것이 주목된다.
김사형은 조선의 개국공신으로 조선 초기에 중요한 활동을 한 역사적 인물이다. 그의 묘역은 봉분에 둘러진 3단의 둘레돌이나 창이 넓은 장명등, 홀을 들고 있는 문인석 등 조선 전기의 양식을 그대로 반영하고 있다.

## 같이 보기
- 김사형

## 참고 문헌
- 익원공김사형묘역 - 국가유산청 국가유산포털